# Arhiducele Leopold Salvator, Prinț de Toscana
Arhiducele Leopold Salvator, Prinț de Toscana (n. 15 octombrie 1863, Brandýs nad Labem-Stará Boleslav, Boemia Centrală, Cehia – d. 4 septembrie 1931, Viena, Republica Austriacă), a fost fiul Arhiducelui Karl Salvator de Austria și al Prințesei Maria Immaculata de Bourbon-Două Sicilii.
A fost membru al Casei de Habsburg-Lorena și a deținut titlul de Arhiduce de Austria. 

## Căsătorie și copii
La 24 octombrie 1889 Leopold Salvator s-a căsătorit cu Infanta Blanca a Spaniei (1868-1949), fiica cea mare a lui Carlos, Duce de Madrid.
 
Împreună au avut 10 copii: 
- Arhiducesa Maria de los Dolores de Austria (1891-1974)
- Arhiducesa Maria Immaculata de Austria (1892-1971)
- Arhiducesa Margareta de Austria(1894-1986)
- Arhiducele Rainier de Austria (1895-1930)
- Arhiducele Leopold Maria de Austria (1897-1958)
- Arhiducesa Maria Antonia de Austria (1899-1977)
- Arhiducele Anton de Austria (1901-1987) care s-a căsătorit cu Ileana a României
- Arhiducesa Assumpta Alice de Austria (1902-1993)
- Arhiducele Franz Josef de Austria(1905-1975)
- Arhiducele Karl Pius de Austria (1909-1953)

1. ↑  The Peerage